# Betão (ur. 1983)
Betão, właśc. Ebert William Amâncio (ur. 11 listopada 1983 w São Paulo) – brazylijski piłkarz występujący na pozycji obrońcy.

## Kariera klubowa
Betão jest wychowankiem klubu Corinthians Paulista, występował w rozgrywkach Copa Libertadores. Na początku 2008 roku podpisał kontrakt z klubem Santos FC w którym rozegrał 5 meczów.
Latem 2008 roku za 1,6 miliona euro kupiony do Dynamo Kijów. Od pierwszych meczów został głównym piłkarzem linii obrony Dynama. 15 stycznia 2013 roku został wypożyczony do francuskiego Evian Thonon Gaillard FC. W sierpniu 2013 jako wolny agent przeszedł do Ponte Preta Campinas. Na początku stycznia 2015 powrócił do Dynama Kijów, ale nie rozegrał żadnego meczu i po wygaśnięciu kontraktu 30 czerwca 2015 opuścił ukraiński klub, a już 4 lipca ponownie został piłkarzem Evian Thonon Gaillard FC.
| Sezon   | Klub                 | Kraj     | Rozgrywki    | Mecze | Bramki | Rozgrywki Europy                    | Mecze | Bramki |
| ------- | -------------------- | -------- | ------------ | ----- | ------ | ----------------------------------- | ----- | ------ |
| 2005    | Corinthians Paulista | Brazylia | Serie A      | 37    | 1      | –                                   | –     | –      |
| 2006    | Corinthians Paulista | Brazylia | Serie A      | 29    | 0      | –                                   | –     | –      |
| 2007    | Corinthians Paulista | Brazylia | Serie A      | 29    | 3      | –                                   | –     | –      |
| 2008    | Santos FC            | Brazylia | Serie A      | 5     | 0      | –                                   | –     | –      |
| 2008/09 | Dynamo Kijów         | Ukraina  | Premier-liha | 24    | 0      | Liga Mistrzów UEFA Liga Europy UEFA | 3 15  | 0      |
| 2009/10 | Dynamo Kijów         | Ukraina  | Premier-liha | 20    | 0      | Liga Mistrzów UEFA                  | 5     | 0      |
| 2010/11 | Dynamo Kijów         | Ukraina  | Premier-liha | 24    | 0      | Liga Europy UEFA                    | 9     | 0      |
| 2011/12 | Dynamo Kijów         | Ukraina  | Premier-liha | 25    | 0      | Liga Europy UEFA                    | 8     | 0      |
| 2012/13 | Dynamo Kijów         | Ukraina  | Premier-liha | 13    | 0      | Liga Mistrzów UEFA                  | 9     | 0      |
| 2012/13 | Evian TG (wyp.)      | Francja  | Ligue 1      | 16    | 1      | –                                   | –     | –      |
| 2013    | Ponte Preta Campinas | Brazylia | Serie A      | 0     | 0      | –                                   | –     | –      |

Stan na: 12 czerwca 2013 r.

## Sukcesy
- mistrzostwo Brazylii: 2005
- mistrz Ukrainy: 2009
- wicemistrz Ukrainy: 2010, 2011, 2012
- zdobywca Pucharu Brazylii: 2002
- zdobywca Superpucharu Ukrainy: 2009